# Смедеревско-вршачки дијалекат
Смедеревско-вршачки дијалекат је један од штокавских дијалеката српског језика. Спада у староштокавске дијалекте, а распрострањен је у делу североисточне Србије, са обе стране реке Дунав - у делу Шумадије, Баната и Браничевске области. Ово је прелазни облик између шумадијско-војвођанских и косовско-ресавских говора, али је ближи косовско-ресавским говорима и често се класификује као поддијалекат ових говора.